# 40 Pułk Lotnictwa Myśliwsko-Bombowego

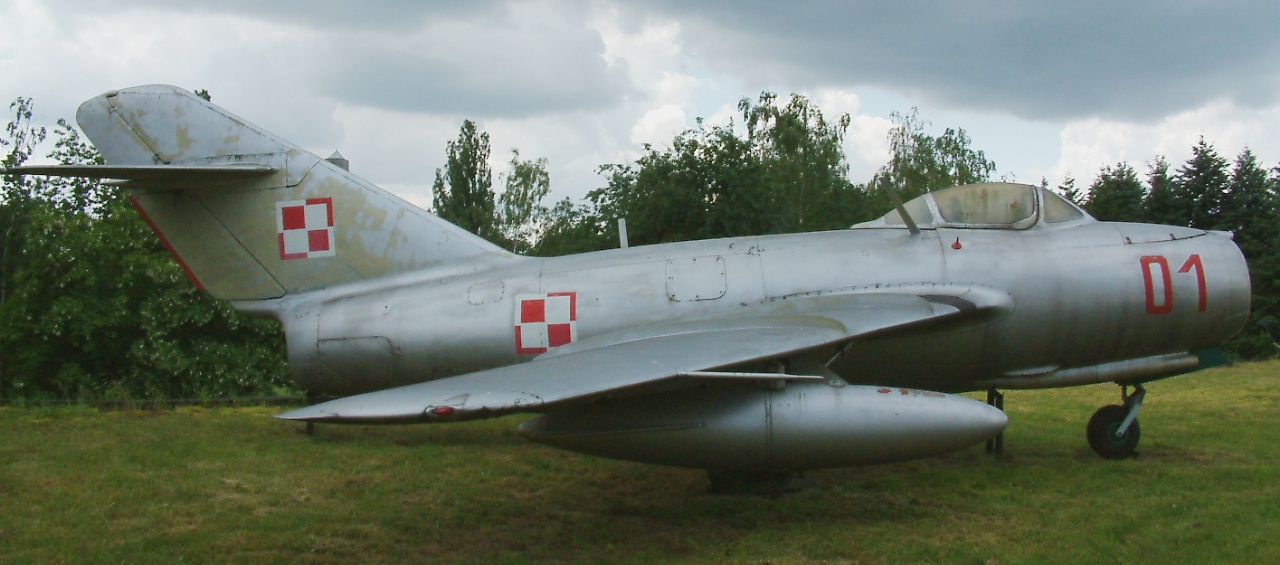
MiG-15

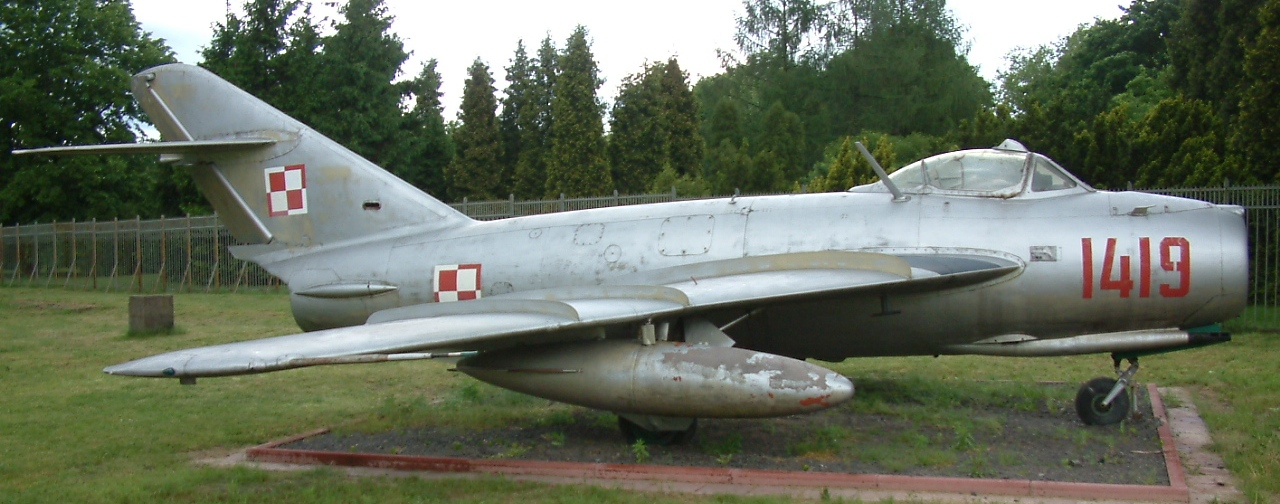
Lim-5

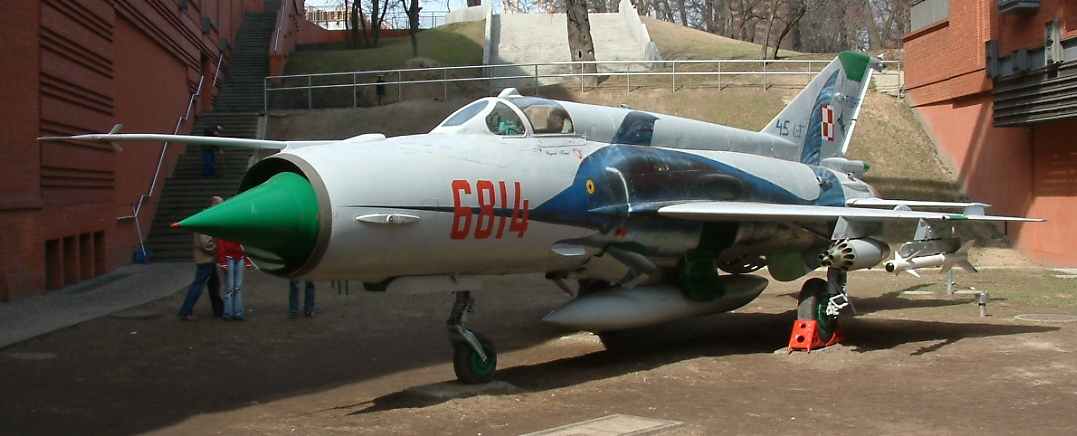
MiG-21

40 Pułk Lotnictwa Myśliwsko-Bombowego (40 plmb) – oddział wojsk lotniczych Wojska Polskiego.

## Formowanie i zmiany organizacyjne
1 listopada 1951 roku na lotnisku w Krakowie, na bazie eskadry wydzielonej z 2 Pułku Lotnictwa Myśliwskiego sformowano 40 Pułk Lotnictwa Myśliwskiego. W etacie nr 6/165 przewidziano 290 żołnierzy zawodowych i 2 pracowników kontraktowych. W lutym 1952 roku pułk został przebazowany na lotnisko w Mierzęcicach. Pułk miał wchodzić w skład 7 Dywizji Lotnictwa Myśliwskiego OPL.
17 stycznia 1953 roku pułk został przebazowany na lotnisko w Świdwinie i włączony w skład 11 Dywizji Lotnictwa Myśliwskiego.
W roku 1971 dywizja została przeformowana na szturmowo-rozpoznawczy związek taktyczny, a pułk na 40 Pułk Lotnictwa Myśliwsko-Szturmowego.
W roku 1982 pułk stał się pułkiem lotnictwa myśliwsko-bombowego i wchodził w skład 3 Dywizji Lotnictwa Myśliwsko-Bombowego do momentu jej rozformowania.
W 2000 roku pułk został rozformowany. Na jego bazie powstała 39 Eskadra Lotnictwa Taktycznego i 40 Eskadra Lotnictwa Taktycznego.
| Nazwa pododdziału                           | Miejsce stacjonowania |
| ------------------------------------------- | --------------------- |
| dowództwo pułku                             | Świdwin               |
| 1 eskadra lotnictwa myśliwsko–bombowego     | Świdwin               |
| 2 eskadra lotnictwa myśliwsko–bombowego     | Świdwin               |
| 3 eskadra lotnictwa myśliwsko–bombowego     | Świdwin               |
| 38 batalion łączności i ubezpieczenia lotów | Świdwin               |
| 9 batalion zaopatrzenia                     | Świdwin               |
| eskadra techniczna                          | Świdwin               |
| 26 bateria przeciwlotnicza                  | Świdwin               |
| 36 bateria przeciwlotnicza                  | Świdwin               |
| 24 komenda lotniska stałego                 | Świdwin               |
| posterunek radiolokacyjny                   | Sławka                |
| komenda lotniska zapasowego                 | Czaplinek (Broczyno)  |
| drogowy odcinek lotniskowy                  | Pobierowo             |

## Odznaka pułkowa
Odznaka o wymiarach 37x34 mm ma kształt bomby skierowanej w dół, osłoniętej z prawego boku i od góry stalowym skrzydłem husarskim. Bombę przecina stylizowana, biało-czerwona sylwetka samolotu odrzutowego z dziobem zmienionym na głowę orła. Na biało-czerwonym tle numer pułku 40. Na niebieskim tle bomby inicjały jednostki PLMB, a u dołu data powstania pułku 17 04 1951.

## Żołnierze pułku
| Stopień, imię i nazwisko         | Czasokres   |
| -------------------------------- | ----------- |
| mjr pil. Andrzej Rybacki 1952    | 1952        |
| ppłk pil. Aleksander Czapliński  | 1952 –1953  |
| mjr pil. Czesław Smerdel         | 1953        |
| mjr pil. Stanisław Kowal         | 1953 – 1955 |
| mjr pil. Marian Chrzan           | 1955 – 1957 |
| mjr pil. Kazimierz Wojciechowski | 1957 – 1959 |
| mjr pil. Jerzy Budzisz (pilot)   | 1959 –1963  |
| ppłk pil. Józef Olesiejuk        | 1963 – 1971 |
| ppłk pil. Władysław Czaban       | 1971 – 1973 |
| ppłk pil. Kazimierz Balcerak     | 1973 – 1978 |
| ppłk pil. Andrzej Dulęba         | 1978 – 1985 |
| płk pil. Stanisław Targosz       | 1985 – 1990 |
| ppłk pil. Bogdan Kawka           | 1990 – 1994 |
| ppłk pil. Paweł Jazienicki       | 1994 – 1997 |
| mjr pil. Jacek Bartoszcze        | 1997 – 1999 |
| mjr pil. Andrzej Andrzejewski    | 1999 – 2000 |